# 신칸센 952형·953형 전동차
신칸센 952형·953형 전동차(일본어: 新幹線952形・953形電車) 또는 STAR21은 1992년에 동일본여객철도가 개발한 고속열차로 운용에 필요한 데이터를 수집하기 위해 제작했다. STAR21의 명칭은 21세기의 멋진 열차(영어: Superior Train for Advanced Railway toward the 21st century)의 약칭이다.

## 역사
1992년 3월 27일에 도호쿠 신칸센 센다이 ~ 기타카미 구간 시범 운행을 시작으로 1993년 12월 21일에 조에쓰 신칸센 에치고유자와 ~ 니가타 구간에 시범 운행에 들어갔고 최고 속도 시속 425km/h를 달성했다. 이 기록은 300X 차량이 1996년에 최고 속도 시속 443km/h를 경신할 때까지 유지했다. 시험 종료에 따라 1998년 2월 17일에 폐차되었다.

## 객차 구성
- 당시 9량 편성으로 운행했고 등록 차호는 S5호이다.[5][6]

| 호차           | 1      | 2      | 3      | 4      | 5      | 6      | 7      | 8      | 9      |
| -------------- | ------ | ------ | ------ | ------ | ------ | ------ | ------ | ------ | ------ |
| 명칭           | Tc     | M      | M'     | Ts     | T      | M      | M'     | M      | M'c    |
| 번호           | 952-1  | 952-2  | 952-3  | 952-4  | 953-1  | 953-2  | 953-3  | 953-4  | 953-5  |
| 좌석           | 56     | 63     | 72     | 34     | 56     | 48     | 48     | 48     | 46     |
| 무게 (톤)      | 30.0   | 29.9   | 33.2   | 25.5   | 19.4   | 20.7   | 21.4   | 20.4   | 27.0   |
| 차량 길이 (mm) | 26,250 | 25,000 | 25,000 | 25,000 | 22,250 | 18,500 | 18,500 | 18,500 | 25,500 |

1호차부터 3호차까지 닛폰차량제조, 4호차와 5호차의 경우 히타치 제작소, 6호차부터 8호차까지 가와사키 중공업에서 제작했다.
3호차, 7호차의 경우 팬터그레프가 존재했다.

## 사진

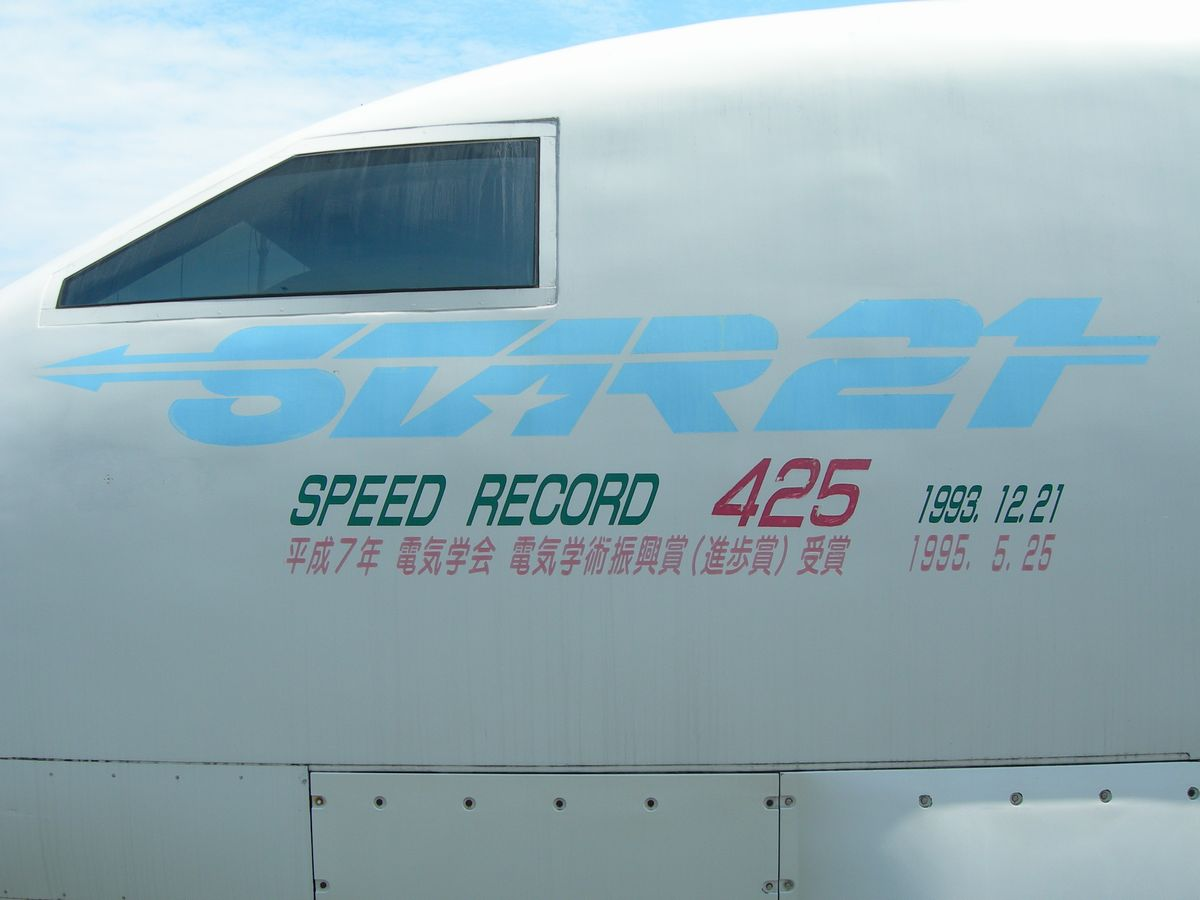
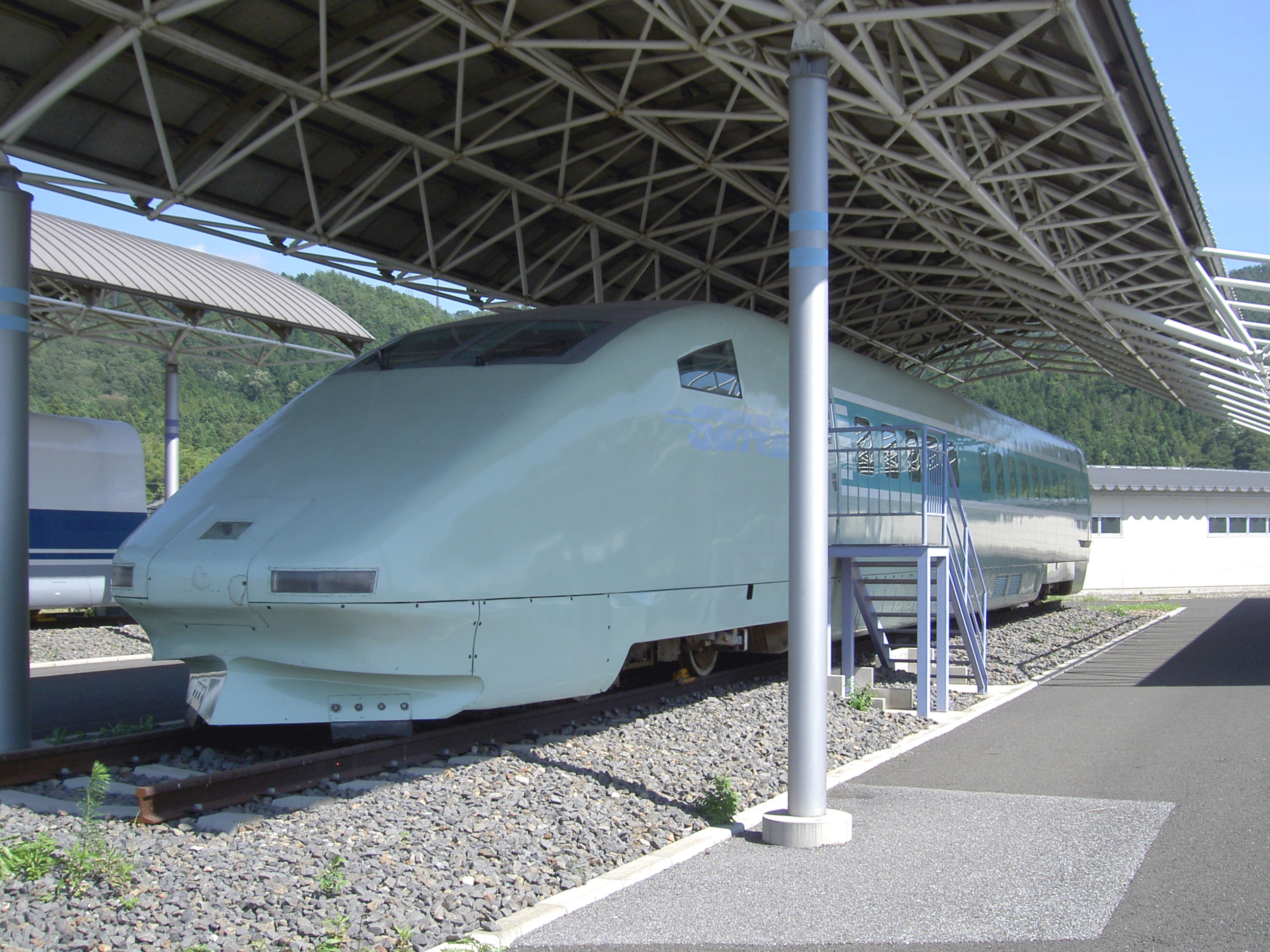
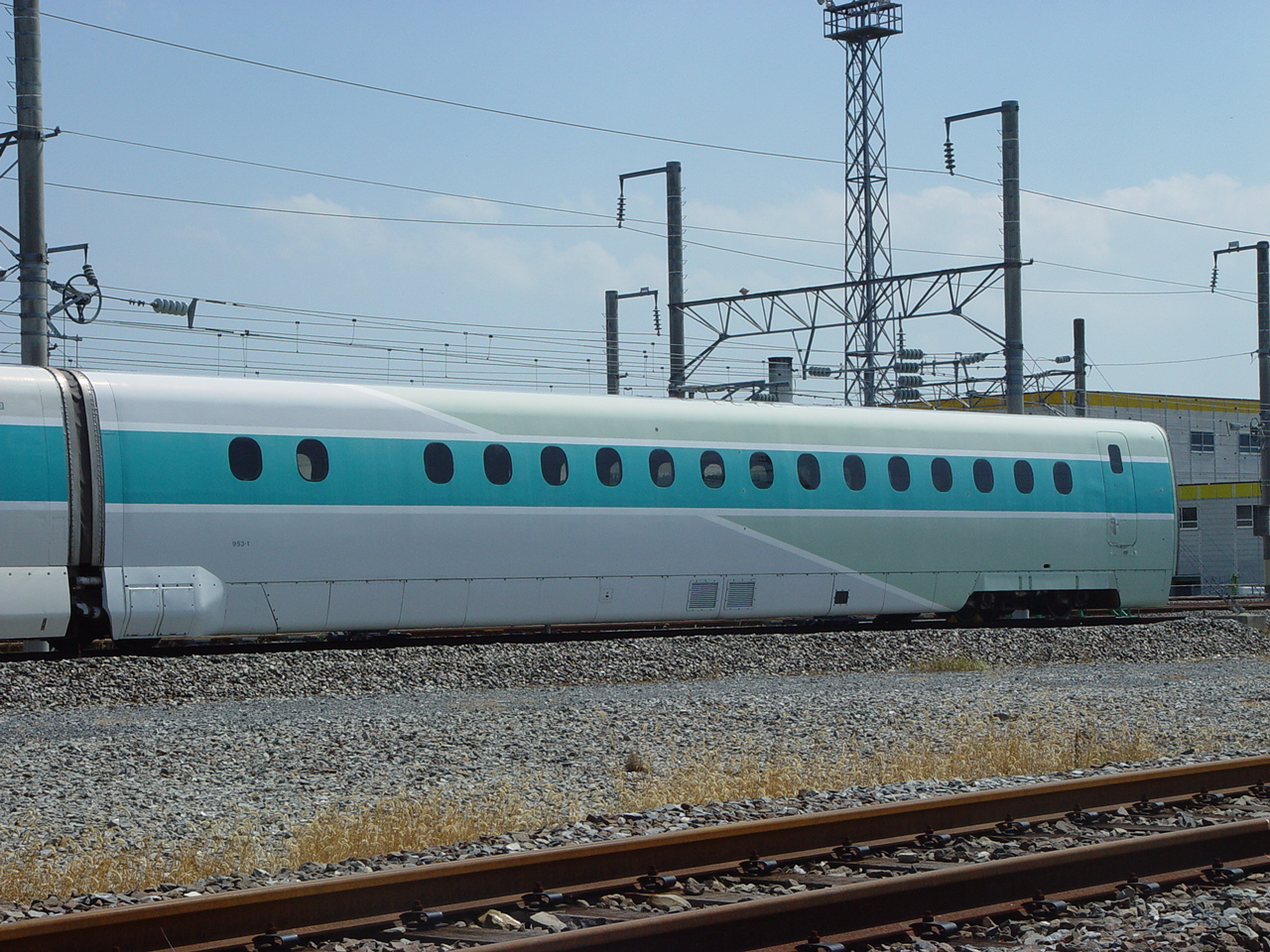
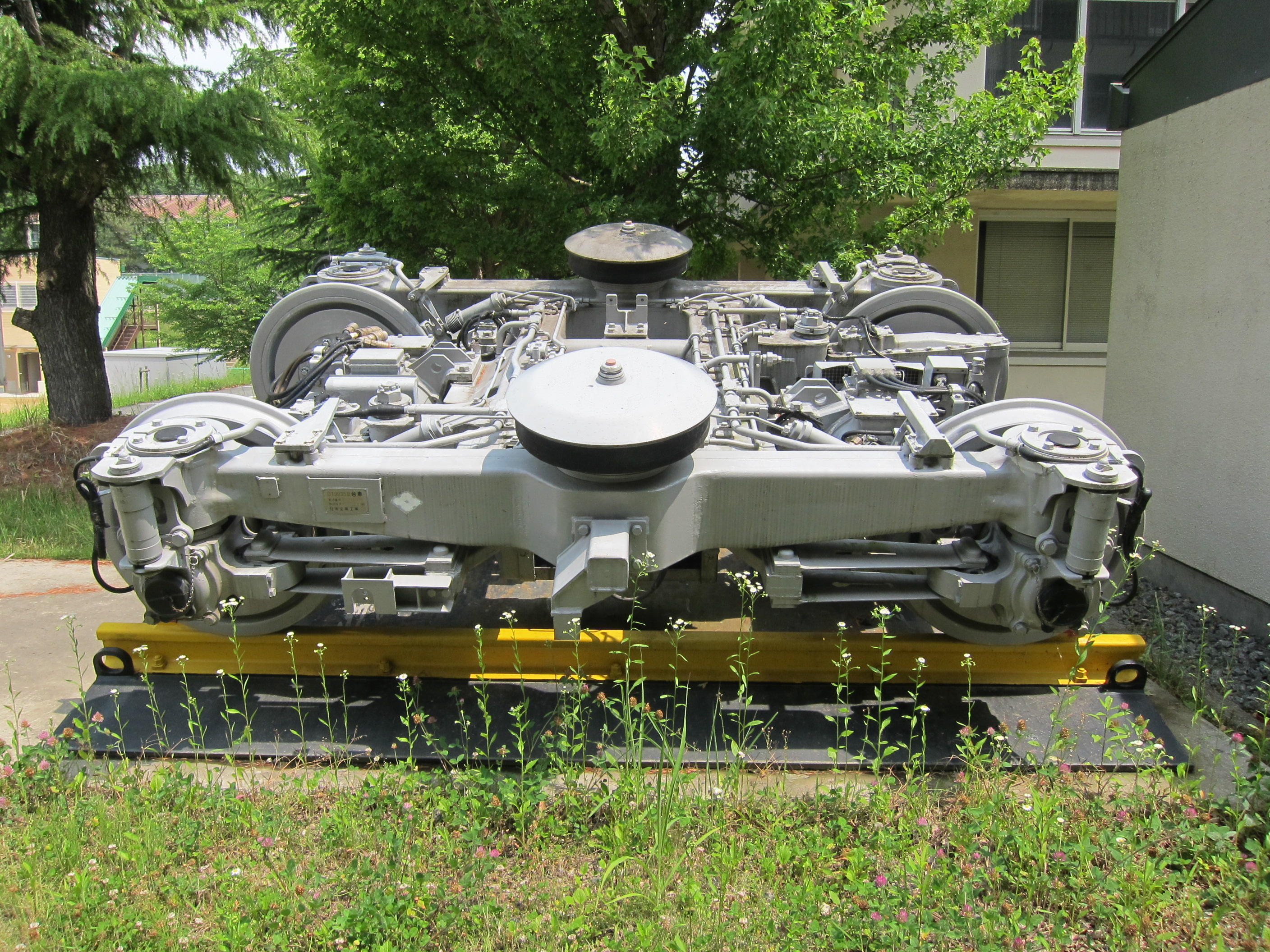

## 보존 및 전시 차량
- 952-1
시가현 마이바라시에 위치한 철도 종합 기술 연구소에서 보존하고 있다.[4]
- 953-1, 953-5
미야기현 센다이시에 위치한 신칸센 종합 차량 센터에서 보존하고 있다.[7]
- DT9035B
스미토모 중공업이 나라 국립기술대학교에 기증해 보존하고 있다.[8]

## 같이 보기
- 신칸센 E954형 전동차
- 신칸센 E955형 전동차